# Goniostixis tephrinodes
Goniostixis tephrinodes là một loài bướm đêm trong họ Noctuidae.